# Papiamento
Le papiamento, ou papiamentu, est une langue créole des Antilles néerlandaises. Il est parlé, avec des variantes locales, sur les îles d'Aruba, de Bonaire et de Curaçao, où il est la langue la plus parlée. Il s'agit d'une langue tonale.
Considéré comme un créole portugais, avec un lexique venant à plus de 80 % du portugais et de l'espagnol, il est proche des créoles du Cap-Vert et de Guinée-Bissau. En revanche, le papiamento n'est pas un créole néerlandais, même si les îles où cette langue est parlée dépendent des Pays-Bas.

## Origine du nom papiamento
Le mot papiamento vient du verbe papia, qui signifie parler, et -mento, suffixe indiquant la formation d'un substantif en papiamento. Le papiamento étant une langue orale, l'orthographe fluctue selon les îles. Par exemple : papiamento, à Aruba et papiamentu, à Curaçao et Bonaire. Un ‹ o › final indique généralement /u/ en portugais. Le mot papia, de même étymologie que « pépier » et « papoter », signifie également parler en créole cap-verdien, à base portugaise, parlé au Cap-Vert et en créole Bissau-guinéen parlé en Guinée Bissau.
Selon l'auteur Frank Martinus Arion, le papiamento est issu d'un dialecte appelé le « guene », un pidgin portugais employé par les esclaves africains. La présence d'une population judéo-portugaise significative dans les colonies néerlandaises, immigrée du Pernambouc, au Brésil, a aidé à développer la langue. Environ 60 % du lexique de la langue vient du portugais, 25 % de l'espagnol, et le reste du néerlandais, du français, de l'anglais et de langues africaines.
Le papiamento trouve ses racines dans un grand nombre de langues, notamment :
- de langues romanes : espagnol, portugais, français ;
- de langues germaniques : anglais, néerlandais ;
- de langues africaines ;
- de la langue des Arawaks (les Arawaks Caiquetios étaient les habitants des îles à l'arrivée des Européens).

La langue est aussi présente au Suriname, ancienne colonie néerlandaise, pays frontalier du Brésil, mais en un nombre très restreint de locuteurs.

## Créolisation d'une langue
Les langues créoles ont pour origine supposée les pidgins, des langues simplifiées généralement constituées d'éléments lexicaux de différentes langues existantes, et utilisées comme moyen de communication partiel entre différents groupes ethnolinguistiques en l'absence d'une langue commune. Les pidgins sont généralement apparus à la suite du commerce international. Une hypothèse répandue en créolistique veut que, lorsqu'une génération d'enfants grandit en étant exposée à un pidgin, ils vont spontanément « combler les lacunes » du pidgin rudimentaire et développer une grammaire et un vocabulaire plus complexes et complets dans le cadre d'un processus appelé créolisation. Le résultat final est une langue créole qui, contrairement à son pidgin parent, est une langue communautaire complète et entièrement fonctionnelle. Le processus de créolisation est souvent utilisé comme argument par les tenants de l'hypothèse du « bioprogramme linguistique », pour démontrer la présence d'un cadre linguistique inné dans le cerveau humain.
Le lien de causalité entre le phénomène de créolisation et l'acquisition d'un pidgin en tant que langue maternelle par une nouvelle génération fait cependant débat, de même que la nécessité pour un créole de naître à partir d'un pidgin préexistant. Certains auteurs tels que Salikoko S. Mufwene défendent par exemple que les pidgins se complexifient du fait d'un changement dans les rapports sociaux entre les différents groupes qui les parlent, notamment lorsque leurs contacts s'intensifient et nécessitent la possibilité de communiquer sur des domaines toujours plus larges. Par ailleurs, les données historiques tendent à montrer que les créoles que l'on retrouve notamment dans l'Atlantique ont simplement émergé à partir de variétés non-standards de certaines langues européennes exportées par les colons. Au cours de la phase initiale de la colonisation, dite la phase de « société d'habitation », Les populations d'esclaves noirs auraient d'abord parlé la même langue que les colons blancs,, avant de développer un dialecte divergent lors de la phase dite de « société de plantation » qui correspond à la période de l'institutionnalisation progressive de la ségrégation. Dans le cadre de cette hypothèse, la créolisation de la langue n'aurait donc pas impliqué la présence préalable d'un pidgin et consisterait en un phénomène d'évolution naturelle, survenu à la suite de l'isolation d'une population.

## Origines de la langue
Les origines historiques précises du papiamento ne sont toujours pas établies. La langue parente est sûrement une langue ibérique, mais les spécialistes se demandent s'il dérive du portugais ou de l'espagnol (ancien ou moderne). Au sein de la communauté linguistique, un débat se poursuit depuis plus d'un siècle pour déterminer si le papiamento correspond à un créole à base portugaise ayant reçu des influences lexicales espagnoles, ou d'un créole à base espagnole ayant reçu des influences lexicales portugaises. Étant donné la proximité de ces deux langues, une grande partie du papiamento pourrait provenir de l'une ou l'autre source,.
Néanmoins, le vocabulaire de base et les traits grammaticaux qu'il partage avec le créole cap-verdien suggèreraient une origine portugaise. En outre, les éléments du papiamento dérivés du portugais tendent à faire partie du vocabulaire principal - pronoms, mots interrogatifs, verbes de base, etc. Il est peu probable que ces emprunts aient été empruntés ultérieurement.
D'autre part, lorsque les Pays-Bas durent céder le Brésil néerlandais au Portugal (1654), les Juifs sépharades qui y vivaient en furent expulsés et beaucoup trouvèrent refuge à Curaçao. Puisqu'ils parlaient portugais, la transition en tant que communauté à l'utilisation du papiamento n'aurait pas été un changement important, ce qui aurait peut-être contribué à la généralisation de l'utilisation de la langue à la place du néerlandais dans toute l'île.

| Premières références connues en papiamento |                                                                             |                                               |
| Année                                      | source                                                                      | appellation de la langue                      |
| 1704                                       | père Alexius Schabel                                                        | castellano chapurreado (« mauvais espagnol ») |
| 1732                                       | père Agustin Caysedo                                                        | la lengua del país (« la langue du pays »).   |
| 1737                                       | déposition légale                                                           | creolse taal (« langue créole »)              |
| 1747                                       | un marin de Curaçao, Torinio Lopes                                          | poppemento                                    |
| 1768                                       | un rapport anonyme transmis à l'archevêque de Caracas                       | papiamento                                    |
| 1795                                       | le lieutenant vénézuélien Manuel Carrera                                    | id.                                           |
| 1802                                       | le gouverneur William C. Hugues, durant l'occupation britannique de Curaçao | id.                                           |
| 1805                                       | le gouverneur néerlandais Pierre-Jean Changuion                             | papiments                                     |
| 1816                                       | le prêtre Johannes Stöppel                                                  | papiamentice                                  |

La première trace écrite de la langue date de 1775. Elle concerne une lettre d'amour envoyée par un marchand sépharade de Curaçao, monsieur Andrade, à sa maîtresse. Son texte est le suivant :
My Diamanty no laga dy scribimy tudu. Kico my ta puntrabo awe nochy, my ta warda Rospondy. My Serafim precura pa quanto antes Dios Sacabo dy es aflicao & no para dy Tuma remedio [traduction : « Mon diamant, ne manquez pas de tout m'écrire. C'est ce que je vous demande ce soir, j'attends une réponse. Mes Séraphins vous accompagnent avant que Dieu ne vous soulage de ce malheur et ne cessez pas de prendre vos médicaments »].
Le premier journal en papiamento, Civilisado (« Le Civilisé »), fut publié en 1871. Au XIXe siècle, la plupart des documents rédigés dans les Îles Sous-le-Vent (Benedenwindse Eilanden en néerlandais) étaient écrits en papiamento, dont des manuels et des livres de cantiques catholiques. Malheureusement, il ne reste aujourd'hui aucune copie du premier ouvrage publié dans cette langue en 1825, Declaracion corticu di catecismo pa uso di catholica di Curaçao.
Vers 1900, Joseph Sickman Corsen (1853-1911) et son célèbre poème Atardi inscrivent le papiamento au rang de langue poétique et révèlent une importance non seulement littéraire et esthétique, mais aussi politique, en démontrant qu'une littérature de qualité pouvait s'écrire dans cette langue.
| Atardi (auteur Joseph Sickman Corsen), extrait |                                        |                                                             |
| Ta pakiko, mi no sa;                           | Waaróm kan ik niet zeggen, nee,        | Pour quelle raison est-ce arrivé, je n’en n’ai aucune idée. |
| Ma esta tristu mi ta bira,                     | maar ’s avonds voel ik mij beklemd,    | Pour quelle raison la tristesse m’envahit-elle,             |
| Tur atardi ku mi mira                          | wanneer ik, droevig en ontstemd,       | Chaque soir, lorsque je vois                                |
| Solo baha den laman.                           | de zon zie ondergaan in zee.           | Le soleil descendre vers la mer.                            |
| Talbes ta un presentimentu,                    | Is het misschien een voorgevoel        | Peut-être n'est-ce qu'un pressentiment,                     |
| O ta un rekuerdo kisas?                        | of een herinnering wellicht?           | Ou un vague souvenir?                                       |
| Podisé n’ ta nada mas                          | Het zou ook kunnen dat het ligt        | Peut-être n’est-ce guère plus qu’un                         |
| Ku un kos di temperamentu.                     | aan de manier waarop ik voel.          | Pur produit de mon imagination.                             |
| P’adilanti podisé                              | Van tevoren, heel misschien,           | Peut-être un jour, qui sait,                                |
| Mi ta mira na kaminda                          | loop ik onderweg te dromen             | Rencontrerai-je sur ma route                                |
| Un doló ku n’ nase ainda                       | over pijn die nog moet komen,          | Une douleur que je n'ai pas encore rencontrée,              |
| Ma ku lo mi konosé?                            | die ik dadelijk zal zien?              | Mais que je connais déjà trop bien?                         |
| Te aworó ? Ma henter anochi,                   | Te aworó? Maar van de morgen           | Te reverrai-je? Mais tout d’abord au cours de cette nuit,   |
| Esta largu anochi ta,                          | scheiden ons nog vele uren,            | Cette longue et interminable nuit,                          |
| Kuantu kos ku nos no sa                        | vol van grillen en van kuren,          | Combien de choses inconnues de nous                         |
| E ta skonde den su skochi?                     | die nú nog voor ons zijn verborgen?    | Sont-elles cachées en son sein ?                            |
| Promé solo bolbe hari,                         | Voordat de zon weer lacht en brandt    | Avant que le soleil ne réapparaisse,                        |
| Tempu tin pa hopi kos;                         | ziet ook de Dood zijn kans weer schoon | Tant de choses peuvent changer du tout au tout:             |
| I Dios sa kuantu di nos                        | en veegt een paar van ons gewoon       | Dieu sait bien qui d’entre nous sera enlevé                 |
| Morto den anochi a bari.                       | en willekeurig aan de kant.            | Le jour où la mort nous accompagnera.                       |
| Kousa mi doló no tin;                          | Waaróm ik pijn heb weet ik niet,       | Je ne connais pas la raison de ma douleur,                  |
| Ma esta tristu mi ta bira                      | maar tóch voel ik mij steeds beklemd,  | Pour quelle raison la tristesse me pénètre                  |
| Semper ku mi para mira                         | wanneer ik, droevig en ontstemd,       | Chaque nuit lorsque je vois                                 |
| Dia yega na su fin.                            | de dag zie vallen in het niet.         | Le jour qui approche à sa fin.                              |

Traduction néerlandaise de Fred de Haas, 2005.
Les paroles de l'hymne officiel de Bonaire, Tera di Solo y suave biento, sont en papiamento.

## Nombre de locuteurs

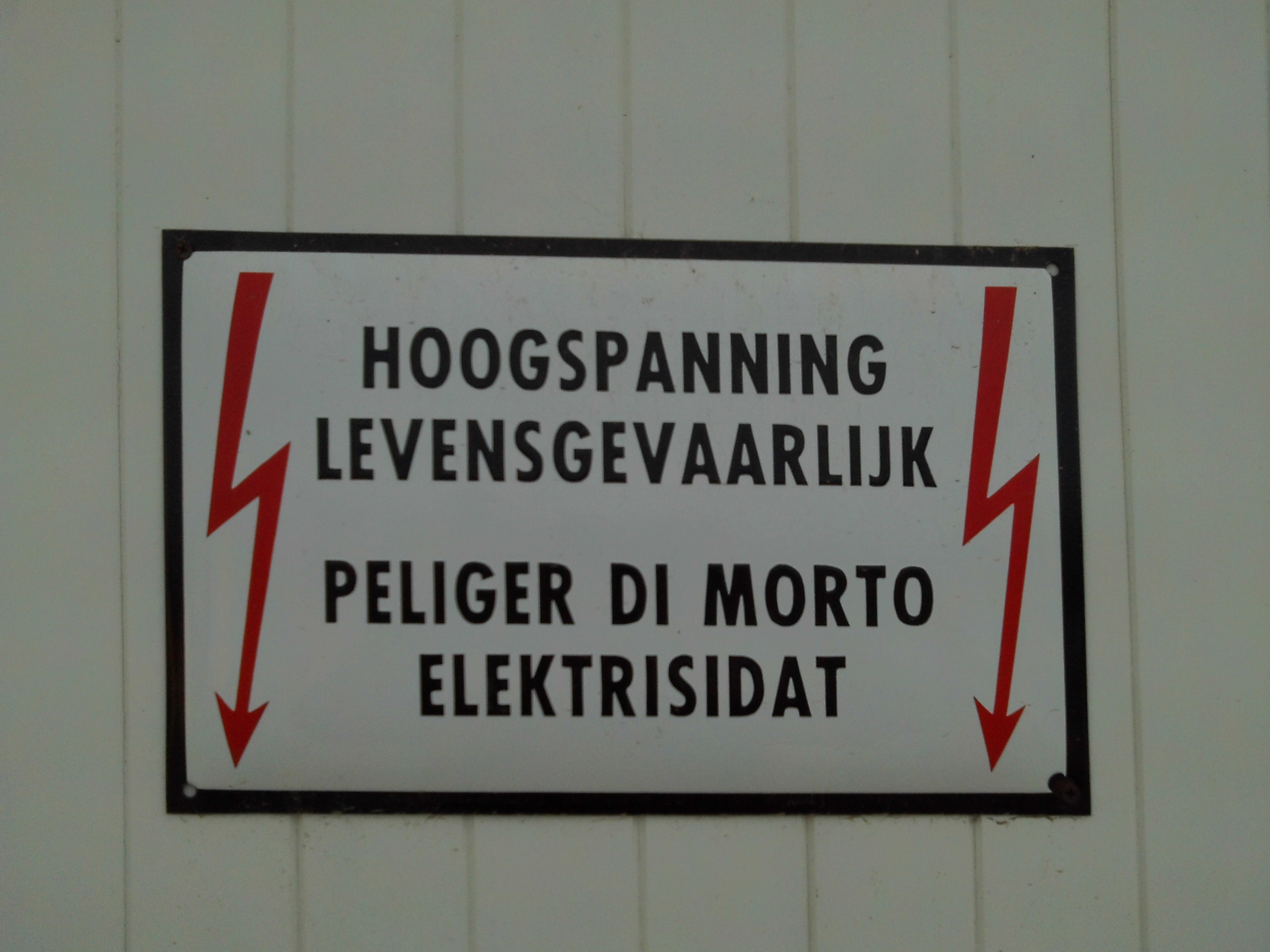
Avertissement de sécurité sur une installation de haute-tension à Bonaire en néerlandais et en papiamento

Environ 330 000 personnes parlent le papiamento aux îles ABC (Aruba, Bonaire et Curaçao), anciennement appelées les Antilles néerlandaises avec les îles SSS (Saba, Saint-Eustache et Saint-Martin). Il existe également de nombreux locuteurs parmi la diaspora, notamment sur la côte vénézuélienne, à Saint-Martin, au Suriname (ancienne Guyane néerlandaise) et surtout aux Pays-Bas, où vivent 161 265 Antillais (2019).
Lors du recensement général de la population et de l'habitat de Curaçao, réalisé en 2011, les questions démo-linguistiques suivantes ont été posées :
- « Quelle(s) langue(s) est (sont) habituellement parlée(s) dans ce ménage ? » ;

- « Quelle langue est la plus parlée dans ce ménage ? (seulement une réponse possible) ».

Les langues les plus parlées étaient :
1. le papiamentu : 79,9 % (2001 : 82,8 % et 1992 : 86,0 %) ;
2. le néerlandais : 8,8 % (8,2 % et 7,0 %) ;
3. l'espagnol : 5,6 % (4,1 % et 2,6 %) ;
4. l'anglais : 3,1 % (3,0 % et 2,8 %) ;
5. autre ou inconnu : 2,6 % (1,9 % et 1,6 %).

## Grammaire
L'ordre des mots dans la phrase suit le schéma sujet-verbe-objet (SVO).

### Pronoms personnels
Les pronoms personnels, qu'ils soient sujets ou compléments, sont identiques. Par exemple : Bo ta franses (« Tu es français »), Mi ta stima bo (« Je t'aime »).
| Pronoms personnels sujets | Singulier | Singulier |      | Pluriel | Pluriel |
| 1re personne              | mi, ami   | Je        | nos  | Nous    |         |
| 2e personne               | bo, abo   | Tu        | boso | Vous    |         |
| 3e personne               | e         | Il, elle  | nan  | Ils     |         |

| Pronoms personnels compléments | Singulier | Singulier     |      | Pluriel | Pluriel |
| 1re personne                   | mi, ami   | Moi, me       | nos  | Nous    |         |
| 2e personne                    | bo, abo   | Toi, te       | boso | Vous    |         |
| 3e personne                    | e         | Lui, elle, se | nan  | Eux, se |         |

### Noms et pluriels
Il n'existe pas de genre grammatical pour les noms communs.
Il en est de même de l'article défini singulier qui se traduit invariablement par e. Par exemple : E buki ta grandi. (« Le livre est grand. »). En revanche, l'article défini pluriel est absent. Par exemple : ⌀ Bukinan ta grandi (« Les livres sont grands. »). L'article indéfini singulier se traduit par un. Par exemple : Un buki grandi (« Un grand livre. »). En revanche, l'article indéfini pluriel est absent. Par exemple : ⌀ Bukinan grandi (« De grands livres. »).
Il existe plusieurs manières d'exprimer le pluriel des noms. Il peut être sous-entendu, si le contexte de la phrase le permet. Par exemple : E ta franses⌀ (« Elle est française. ») ⇒ Nan ta franses (« Elles sont françaises. »). Dans ce cas, le sujet sous-entend qu'elles sont toutes françaises et l'adjectif franses ne prend alors pas d'affixe pluriel. Il en est de même dans l'exemple suivant :  Nos ta lesa dos buki⌀ (« Nous lisons deux livres. »). En effet, l'utilisation d'un nombre permet de comprendre qu'il s'agit de plusieurs livres. C'est également le cas avec ce dernier exemple: Nos ta lesa buki⌀ (« Nous lisons des livres. »). En effet, si le sujet lit un seul livre, la phrase aurait comporté un article indéfini singulier (un buki) ; puisque ce 'est pas le cas nous sous-entendons qu'il en lit plusieurs et la marque du pluriel devient alors superflue.
Lorsqu'une précision est nécessaire, le nom au pluriel prend le suffixe -nan. Par exemple : Unda bo pushinan ta? (« Où sont tes chats ? »). Dans cet exemple, le déterminant possessif reste au singulier car la marque du pluriel du complément d'objet permet de comprendre que le sujet possède plusieurs chats.

### Verbes
Comme dans la plupart des langues créoles, les verbes en papiamento se caractérisent par l'absence de flexion. Ils s'utilisent à l'aide d'auxiliaires verbaux. Par exemple : Mi ta bai na kas (« Je suis en train de rentrer à la maison. »), Mi lo bai na kas (« Je rentrerai à la maison. »).
Contrairement aux langues principales dont il dérive – l'espagnol et le portugais – le papiamento n'est pas une langue à sujet nul, c'est-à-dire qu'il utilise couramment les pronoms personnels. Aussi, il ne fait pas d'accords du verbe avec le sujet. Par exemple : Mi ta bai na kas (« Je rentre à la maison. »), Nan ta bai na kas (« Ils rentrent à la maison. »). La troisième personne du pronom pluriel, nan, est également utilisée comme marqueur du pluriel postnominal. Par exemple : Nan ta bai na kas (« Ils rentrent à la maison. »), Kasanan (« des maisons »).

#### Temps
| Présent              |                      |
| Mi tin un pushi.     | J'ai un chat.        |
| Bo bai na skol.      | Tu vas à l'école.    |
| E wak un kas.        | Il voit une maison.  |
| Nan ta lesa un buki. | Ils lisent un livre. |

| Passé                  |                        |
| Mi a tin un pushi.     | J'avais un chat.       |
| Bo a bai na skol.      | Tu allais à l'école.   |
| E a wak un kas.        | Il voyait une maison.  |
| Nan a ta lesa un buki. | Ils lisaient un livre. |

| Futur                   |                      |
| Mi lo tin un pushi.     | J'aurai un chat.     |
| Bo lo bai na skol.      | Tu iras à l'école.   |
| E lo wak un kas.        | Il verra une maison. |
| Nan lo ta lesa un buki. | Ils liront un livre. |

Lorsque deux verbes sont utilisés dans une même phrase, ceux-ci se suivent. Par exemple : Mi ta gusta skucha músika. (« J'aime écouter de la musique. ») ; Mi ta para bisa nan (« Je m'arrête et leur dis. »).

#### Négation
Dans une négation simple, l'adverbe se situe toujours avant le verbe. Par exemple : Mi no ta kansá (« Je ne suis pas fatigué. »).
Dans une négation complexe, le papiamento utilise une double négation. Par exemple : Mi no tin nada (« Je n'ai rien. ») ; Mi no ta wak ningun hende (« Je ne vois [pas] personne. »).

### Adjectifs
L'adjectif épithète suit le nom auquel il se rapporte. Par exemple : Un homber altu. (« Un homme grand. ») ; E kas nobo. (« La nouvelle maison. »).

### Déterminants possessifs
Les déterminants possessifs sont strictement identiques aux pronoms personnels. Par exemple : Nos tin nos bukinan (« Nous avons nos livres. »). Il est à noter que dans cette phrase, le suffixe pluriel -nan est impératif, sans quoi la phrase signifierait que « Nous avons notre livre ».

### Prépositions
Le tableau ci-dessous reprend quelques prépositions utilisées en papiamento.
| ademas di | à l'exception    |
| aden      | à l'intérieur    |
| anti      | contre           |
| ariba     | au-dessus de     |
| banda     | près de          |
| bou di    | sous             |
| den       | dans             |
| despues   | après            |
| di        | de               |
| durante   | durant           |
| ku        | avec             |
| na        | à, vers          |
| pa        | avant, pour      |
| pafó      | à l'extérieur de |
| sin       | sans             |

### Pronoms interrogatifs
Le tableau ci-dessous reprend quelques pronoms interrogatifs utilisés en papiamento.
| Kiko?     | Quoi?         | Kiko bo tin?       | Qu'as-tu?              |
| Unda?     | Où?           | Unda bo ta bai?    | Où vas-tu?             |
| Kuandu?   | Quand?        | Cuandu ta e klas?  | Quand a lieu le cours? |
| Kende?    | Qui?          | Kende bo ta?       | Qui es-tu?             |
| Kua (ta)? | Quel? Lequel? | Cua ta buki di bo? | Quel livre est à toi?  |
| Pakiko?   | Pourquoi?     | Pakiko bo ta bai?  | Pourquoi pars-tu?      |
| Kon?      | Comment?      | Con ta bai ?       | Comment vas-tu?        |
| Kuanto?   | Combien?      | Cuanto esaki ta ?  | Combien est-ce?        |

### Jours et mois de l'année
| Dialuna    | lundi    |
| Diamars    | mardi    |
| Diawebs    | mercredi |
| Diarazon   | jeudi    |
| Diabierna  | vendredi |
| Diasabra   | samedi   |
| Diadomingo | dimanche |

| Januari   | janvier   |
| Februari  | février   |
| Maart     | mars      |
| April     | avril     |
| Mei       | mai       |
| Juni      | juin      |
| Juli      | juillet   |
| Augustus  | août      |
| September | septembre |
| Oktober   | octobre   |
| November  | novembre  |
| Desember  | décembre  |

Note : les mois en papiamento sont identiques à ceux utilisés en néerlandais (à l'exception de desember au lieu de december).

## Vocabulaire
L'essentiel du vocabulaire en papiamento (près de 85 %) a une origine ibérique, sans qu'on sache réellement si un mot provient du portugais ou de l'espagnol. Par exemple :
- amigu (amigo) = ami
- kua (cuál, qual) = lequel
- kuantu (cuánto, quanto) = combien

En revanche, certains mots sont clairement d'origine portugaise (exemple : bon, du portugais bom) et d'autres d'origine espagnole, par exemple : muher /muˈxeɾ/, de mujer.
La chercheuse Jacoba-Elisabeth Bouschoute a étudié les nombreuses influences néerlandaises dans le papiamento. Par exemple :
- apel (appel) = pomme
- lesa (lezen) = lire
- ambtenaar (id.) = fonctionnaire
- hür (huur) = heure

Dúnami un buki òf un korant = « Donne-moi un livre ou un journal. »
Cette phrase simple comprend trois mots d'origine néerlandaise : buki (boek) = livre ; òf (of) = ou ; kourant (krant) = journal.
Enfin, quelques mots ont une origine anglaise [ex. bèk (back), comme dans bin bèk (revenir) ; beisbòl (baseball)] ou africaine [ex. pinda (mpinda en kikongo) = « cacahouète » ; maribomba (ma-rimbondo en kimbundu ) = « guêpe »] ou arawak [ex.kunuku (« conuco ») = ferme ; mahos (muhusu) = affreux].
Enfin, il convient de mentionner le mot dushi, car il s’agit d’un élément important de l’identité créole des îles ABC. Tout ce qui est bon, délicieux, agréable, beau ou mignon peut être qualifié de dushi. Le mot est dérivé du portugais doce ou de l'espagnol dulce, qui signifie « doux ». Il décrit très bien la synergie de tous les éléments qui composent le papiamento[Quoi ?].

### Vocabulaire de base
| Salutations |                        |
| Bon bini    | bienvenue              |
| Bon dia     | Bonjour (le matin)     |
| Bon tardi   | Bonjour (l'après-midi) |
| Bon nochi   | Bonsoir                |
| Kon ta bai? | Comment vas-tu ?       |
| Mi ta bon   | Je vais bien           |

| Phrases       |                                |
| Danki         | Merci (du néerlandais Dank u)  |
| Por fabor     | S'il te plaît, s'il vous plaît |
| Di nada       | Je t'en prie                   |
| Sí            | Oui                            |
| No            | Non                            |
| Ayó           | Au revoir                      |
| Te otro biaha | À plus tard                    |

## Situation actuelle du papiamento à Curaçao
| Critères                                                            | Score | Signification    | Données justifiant la notation |
| ------------------------------------------------------------------- | ----- | ---------------- | --- |
| Transmission intergénérationnelle de la langue                      | 5,0   | Constant         | Toutes les catégories d'âge, y compris les enfants, parlent la langue |
| Nombre absolu de locuteurs                                          |       |                  | 106 064 à Curaçao (recensement, 2001) |
| Nombre relatif de locuteurs                                         | 4,5   | Stable           | 79,9% des habitants ont le papiamentu comme langue principale d'usage (2011) |
| Domaines d'utilisation de la langue                                 | 5,0   | Universel        | Utilisé dans tous les domaines et toutes les fonctions |
| Utilisation dans les médias                                         | 5,0   | Dynamique        | Utilisé dans tous les supports (internet, télévision, radio, presse, édition, publicité, etc.) |
| Utilisation dans l'éducation et l'administration                    | 4,5   | Bon              | Le papiamentu dispose d'une orthographe normée à Curaçao et d'une tradition écrite. La langue est utilisée dans certaines écoles de l'île et partiellement dans les documents de l'administration locale.                     |
| Utilisation dans les institutions régionales et statut de la langue | 4,5   | Stable           | Le papiamentu est l'une des langues officielles de l'État autonome de Curaçao (à côté du néerlandais et de l'anglais). |
| Attitude des locuteurs vis-à-vis de leur langue                     | 3,7   | Relativement bon | De nombreux locuteurs soutiennent l'utilisation, la diffusion et l'apprentissage de la langue, même si une majorité de la population est plutôt indifférente et/ou valorise davantage le recours à plusieurs langues d'usage. |
| Type et qualité de la documentation en papiamentu                   | 4,0   | Bon              | Il existe une grammaire établie et officielle de la langue, des dictionnaires, une littérature et presse quotidienne, etc |
| moyenne                                                             | 4,5   |                  | Haut niveau de vitalité et faible niveau de menace ou de disparition |

## Évolution de la langue
Les emprunts lexicaux actuels, à partir de l'espagnol vénézuélien, du néerlandais et de l'anglais américain, sont très nombreux. Certains y voient une menace pour la langue, selon une vision engagée à préserver le « sentiment authentique et créole du papiamento », à l'instar de Wilhelmientje Croes ou de Joyce Pereira à Aruba. Mais cette évolution de la langue s'inscrit dans un cadre plus global de décréolisation, qui concerne aussi le patois jamaïcain, le créole capverdien, ou le patuá de Macao par exemple.
Note : La décréolisation est un processus d'homogénéisation qu'une langue créole peut subir lorsqu'elle est en contact avec l'une de ses langues mères et/ou une langue majeure, en particulier si celles-ci se voient attribuer une valeur de prestige. En d'autres termes, dans la décréolisation, l'influence de la langue super-strate démantèle les influences des langues du substrat.
Toutefois, de nombreux immigrés, venus d'Amérique hispanophone (Colombie, république Dominicaine, etc.) ou d'ailleurs (Haïti), choisissent d'apprendre le papiamento pour des raisons pratiques dans la vie quotidienne des îles. Pour les hispanophones, la langue est en effet plus facile à apprendre que le néerlandais.
On notera que la baisse de connaissance ou de pratique courante du néerlandais est un fort handicap pour les Antillais qui s'installent aux Pays-Bas, à la différence d'étrangers, comme les Surinamais, plus tôt arrivés et mieux intégrés de ce fait : « Les jeunes de Curaçao, entre 16 et 25 ans, viennent en métropole à la recherche de meilleures conditions. Ils espèrent trouver un emploi et une formation aux Pays-Bas [...]. Beaucoup d’adolescents ne terminent pas leurs études secondaires. Le système éducatif est encore fondé sur le néerlandais, langue que ne maîtrisent pas les trois-quarts de la population [de l'île]. »